# Barbara Bush
Barbara Pierce Bush (Ciutat de Nova York, 8 de juny de 1925 - Houston, 17 d'abril de 2018) fou l'esposa del 41è President dels Estats Units, George H. W. Bush, i exercí de primera dama entre 1989 i 1993. Anteriorment entre 1981 i 1989 ja fou la segona dama, mentre el seu marit era vicepresident.
Va tenir 6 fills, entre ells el també president George W. Bush, i el 43è Governador de Florida, Jeb Bush.
Com a primera dama va destacar-se pel seu treball en favor de l'alfabetització, feina per la qual va crear la fundació que porta el seu nom.